# Ялта (автомобильное ралли)
Ралли «Ялта» — традиционное соревнование по автомобильному ралли, которое проводилось в Крымской области СССР, и затем в Автономной Республике Крым Украины с 1986 по 2014 год с перерывами. Это единственная гонка в календаре Чемпионата Украины по ралли, которая полностью проходила на асфальтовом покрытии. С 2005 года организатором ралли «Ялта» выступала компания «Червоненко Рейсинг». В 2013 году ралли «Ялта» входило в зачёт Кубка Европы по ралли с коэффициентом 10.
Традиционный маршрут ралли «Ялта» представлял собой подъём из города Ялта на гору Ай-Петри и спуск в село Соколиное или подъём на перевал Байдарские ворота и спуск в село Орлиное по так называемой Старой Ялтинской дороге. Обычно данный маршрут преодолевался в обе стороны в течение двух гоночных дней. В прямом направлении маршрут делился на спецучастки «Ай-Петри», «Плато» и «Орлиное». В обратную сторону те же спецучастки носят названия «Оползневое», «Соколиное» и «Учан-Су».

## История
Впервые учебно-тренировочный сбор спортсменов-раллистов на Ай-Петри прошёл осенью 1984 года по инициативе тренера сборной СССР Анатолия Брума. В 1986 году ралли «Ялта» впервые состоялось в статусе этапа Чемпионата Советского Союза по ралли. После этого в эпоху СССР ралли проходило в 1987, 1990 и 1991 годах. Также было запланировано проведение гонки и в 1989 году, однако соревнование пришлось отменить из-за внезапно выпавшего на Ай-Петри снега.
В 1992 году по инициативе одного из организаторов соревнования Владимира Тесленко ралли получило название «Антика», позаимствованное из книги Василия Аксенова «Остров Крым». Название было согласовано с писателем, который отдыхал тогда в Крыму. Гонка выполнила все нормативные требования для включения в календарь Чемпионата Европы по ралли, однако этого так и не произошло.
В 2002 году Тесленко предпринял попытку возродить ралли «Антика», проведя его в статусе международного соревнования, не входящего в зачёт какой-либо гоночной серии. Несмотря на то что в гонке приняли участие ведущие украинские (Салюк, Александр Петрович, Александр Салюк-младший, Владимир Петренко) и российские (Станислав Грязин, Евгений Васин, Александр Желудов) спортсмены, продолжения не последовало, и гонка вновь перестала проводиться.

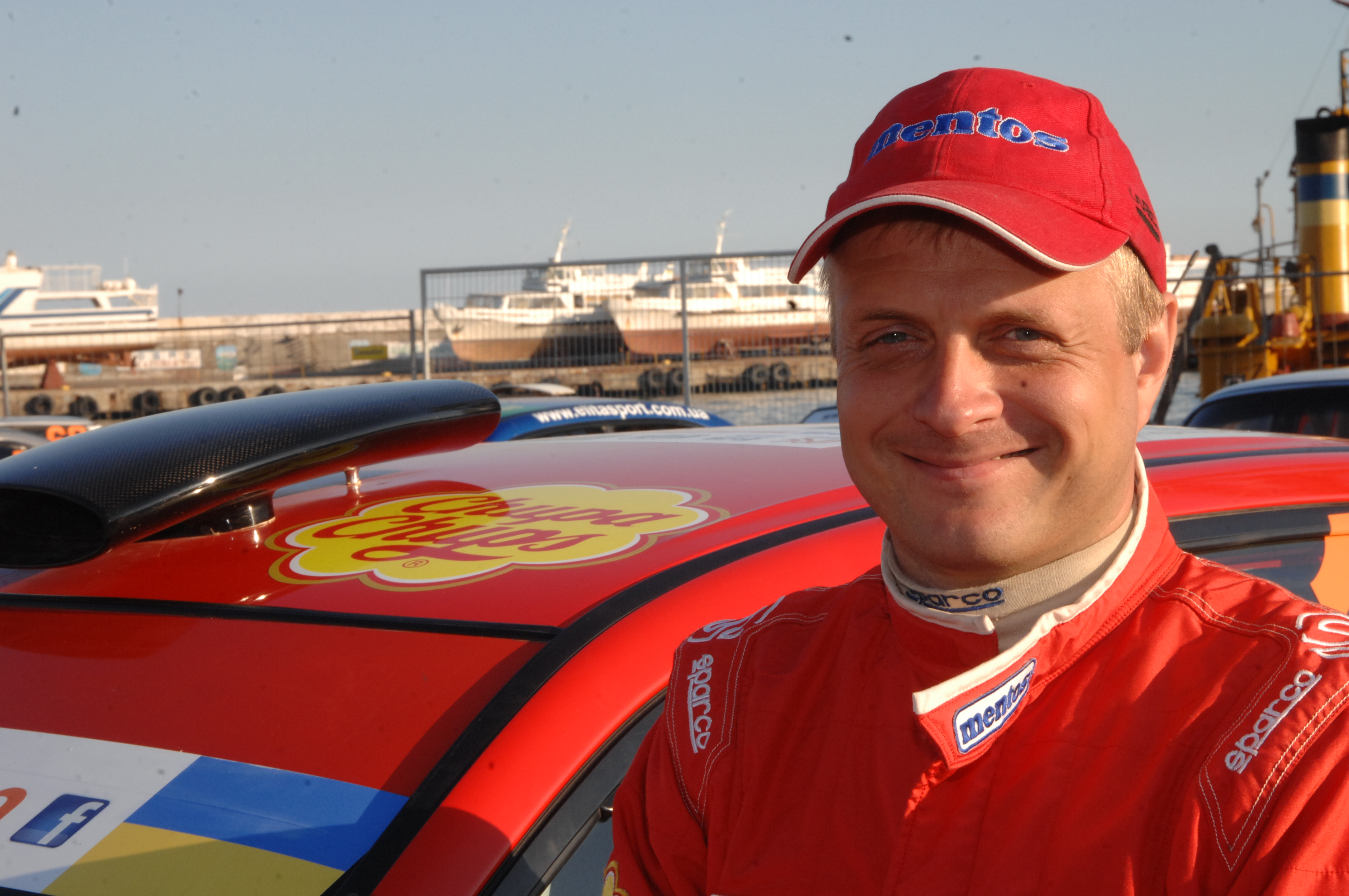
Андрей Николаев в Ялте в 2012 году

В 2005 году по инициативе президента Автомобильной федерации Украины Евгения Червоненко ралли вновь было возрождено под названием «Ялта» и включено в календарь Чемпионата Украины по ралли, в котором значилось вплоть до 2013 года включительно. Организатором гонки стала компания «Червоненко Рейсинг», директором ралли стал Владимир Тесленко. Гонка, получившая статус кандидатской, вновь получила высокие оценки наблюдателей FIA и в 2006 году была включена в календарь Кубка Европы по ралли с коэффициентом 2.
С 2006 по 2010 год ралли «Ялта» проходило в статусе этапа Кубка Европы по ралли, а в 2011 и 2012 годах, кроме этого, ещё и в статусе этапа Интерконтинентального Раллийного Первенства IRC (Intercontinental Rally Challenge). В течение этого времени на посту Директора ралли сменилось несколько специалистов: Владимир Ильич Тесленко, Олег Александрович Петрищев, Виктор Александрович Шаповалов, Михаил Лойленко, Сергей Любимов, Леонид Иванович Леонов. В 2013 году после упразднения серии IRC ралли «Ялта» осталось этапом Кубка Европы и Чемпионата Украины.
В 2014 году в связи с аннексией Крыма Российской Федерацией ралли было отменено и исключено из календарей Чемпионата Украины по ралли и Трофея Европы по ралли.

## Победители[5]
| Год  | Пилот                   | Штурман            | Автомобиль                  |
| ---- | ----------------------- | ------------------ | --------------------------- |
| 1986 | Иварс Цауне             | Андрис Шимкус      |                             |
| 1987 | Эугениус Тумалявичюс    | Пранас Видейка     |                             |
| 1990 | Сергей Алясов           | Александр Левитан  | ВАЗ-21083                   |
| 1991 |                         |                    |                             |
| 1992 | Николай Больших         | Игорь Больших      | BMW M3                      |
| 2002 | Станислав Грязин        | Георгий Трошкин    | Mitsubishi Lancer Evolution |
| 2005 | Юрий Протасов           | Тарас Чернуха      | Subaru Impreza WRX STi      |
| 2006 | Владимир Петренко       | Дмитрий Яровенко   | Mitsubishi Lancer Evolution |
| 2007 | Александр Салюк-младший | Адриан Афтаназив   | Mitsubishi Lancer Evolution |
| 2008 | Юрий Протасов           | Александр Горбик   | Mitsubishi Lancer Evolution |
| 2009 | Александр Салюк-младший | Адриан Афтаназив   | Mitsubishi Lancer Evolution |
| 2010 | Игорь Чаповский         | Андрей Николаев    | Subaru Impreza WRX STi      |
| 2011 | Юхо Хяннинен            | Микко Марккула     | Škoda Fabia S2000           |
| 2012 | Ягиз Авчи               | Бахадир Гюсенмез   | Ford Fiesta S2000           |
| 2013 | Александр Салюк-младший | Евгений Червоненко | Škoda Fabia S2000           |